# Phreatia asciiformis
Phreatia asciiformis är en orkidéart som beskrevs av Johannes Jacobus Smith. Phreatia asciiformis ingår i släktet Phreatia och familjen orkidéer.
Artens utbredningsområde är Sulawesi. Inga underarter finns listade i Catalogue of Life.